# Amphinemura hibernatarii
Amphinemura hibernatarii är en bäcksländeart som beskrevs av Isabel Pardo 1989. Amphinemura hibernatarii ingår i släktet Amphinemura och familjen kryssbäcksländor. Inga underarter finns listade i Catalogue of Life.